# Uiraúna
Uiraúna é um município brasileiro do estado da Paraíba, localizado na Região Geográfica Imediata de Sousa. Está distante 476 quilômetros de João Pessoa, a capital do estado. Sua fundação ocorreu em 2 de dezembro de 1953.
Uiraúna faz limite com 5 municípios paraibanos (Vieirópolis, São João do Rio do Peixe, Poço Dantas, Joca Claudino e Poço de José de Moura) e 2 municípios potiguares (Paraná e Luís Gomes).
Conhecida como a Terra dos Músicos, Sacerdotes e Médicos, em razão da forte vocação dos munícipes nessas profissões. Uiraúna é um dos principais municípios do Alto Sertão Paraibano devido seu comércio ativo e localização privilegiada, sendo uma das mais importantes rotas de ligação entre diversas microrregiões da Paraíba com Rio Grande do Norte e Ceará.

## Etimologia
Etimologicamente, o nome do município vem da junção do tupi guirá e una, que significa “pássaro-preto”, que se crê ser uma referência à graúna, ave comum na região.
Enquanto ainda era distrito de São João do Rio do Peixe chamava-se Belém, denominação que foi alterada, pelo decreto-lei estadual nº 520, de 31 de dezembro de 1943, para Canaã. Finalmente, pela lei estadual nº 972, de 2 de dezembro de 1953, tornou-se o Município de Uiraúna.

## História
A história de Uiraúna está relacionada com o desenvolvimento do cultivo da cana-de-açúcar no litoral paraibano, devido a concorrência com as Antilhas, que tornou a pecuária extensiva a base econômica do sertão. Este fato favoreceu sua ocupação com a criação rotas e feiras de gado. Por Uiraúna situar-se na divisa Paraíba–Ceará–Rio Grande do Norte, a localidade foi ponto estratégico de ocupação.
Outro fator importante para a sua colonização foi o espírito expansionista da família D'Ávila, que anexaram a seus domínios as terras banhadas pelo Rio do Peixe (Sousa, São João do Rio do Peixe, Uiraúna...). Eles provinham da Casa da Torre na Bahia e exploraram grande parte do Nordeste brasileiro com o intuito de acumular capitais através da pecuária.
Tendo em vista o grande território conquistado pela Casa da Torre, os D’Ávila, para que pudessem assegurar a ordem e impor a soberania de Portugal, começaram a outorgar títulos de capitão-mor, sargento-mor e entre outros, com o intuito de estabelecer o domínio em suas terra, nomeavam também procuradores que lhes pagavam o foro e lhes serviam em troca de apoio e força junto ao governo colonial.
Há relatos que mostram que em 1691 o capitão-mor Antônio José da Cunha, vindo de Pernambuco, estabeleceu-se na região, onde hoje está situado o município, organizando fazendas de gado e conseguindo a amizade dos índios Icós pequenos que habitavam a região do Rio do Peixe e eram tribo dos Tapuias-Cariris.
Nessa conjuntura, pelos idos do século XVIII, o território foi doado em forma de sesmaria ao alferes Alexandre Moreira Pinto e João Nunes Leitão.
Vale destacar a importância do Rio do Peixe, que, mesmo intermitente, revelou-se como importante meio de sobrevivência tanto para os índios quanto para os criadores de gado e seus respectivos escravos.
Na segunda metade do século XIX os senhores João Claudino de Galiza, Henrique Caetano de Galiza, Claudino Coutinho de Galiza e Joaquim Duarte Coutinho fixaram-se na região e deram-lhe o nome de Belém do Arrojado, em 1872.
Por volta de 1874 foi fundada uma modesta capelinha pelo Padre José Joaquim de França Coutinho (filho de Joaquim Duarte Coutinho e França Caetano Coutinho) que havia se ordenado no Seminário de Olinda e regressado com o objetivo de construir a ermida. No mesmo local onde foi construído a capela, encontra-se, atualmente, a Igreja Matriz Jesus, Maria e José. A padroeira do município é a mesma desde do século XIX.
Pelo seu trabalho e amor a terra natal, o Padre França é considerado o fundador do município, sendo em 1940, erguido uma estátua em sua homenagem na praça e rua que levam seu nome.
Paralelamente a vinda dos criadores de gado ao sertão, nascia no Brasil, sobretudo nos estados do Nordeste e do Sul, uma nova classe de trabalhadores, os tropeiros, que tinham papel de extrema importância para as vilas e cidades do interior, pois na ausência de caminhões (que fora inventado em 1896, mas por ter altíssimo custo só chegaria ao Brasil décadas depois) eles iam na condução das tropas de mulas buscar em outras cidades produtos que o interior necessitava. Os tropeiros uiraunenses eram conhecidos por “Tropeiros do Sertão” e geralmente iam ao Cariri cearense e a Mossoró na busca de rapadura, algodão e farinha.
Durante a República Velha o município foi palco de duas grandes rebeliões famosas até hoje, são elas a Coluna Prestes e Lampião. A Coluna Miguel Costa-Prestes, mais conhecida por Coluna Prestes, foi um movimento político-militar que pregava a insatisfação com a República Velha, a exigência do voto secreto e a defesa do ensino público, liderada por Luís Carlos Prestes a rebelião passa pela terra de Padre França, primeiramente pela comunidade de Aparecida, logo após chega a Luís Gomes e depois voltando a terras uiraunenses vai ao Olho d'Água Seco, depois para Santa Umbelina e também para Quixaba, quando parte em direção ao município de Vieirópolis. Lampião foi o mais famoso cangaceiro da história do Brasil, em Uiraúna suas visitas (1927) foram consideravelmente rápidas e tanto na primeira como na segunda fez o mesmo trajeto. Um fato curioso a se comentar que foi a partir da recuada de Lampião na região que começou a perder nas suas batalhas, até que onze anos depois fosse morto.
Nesse período também aconteceu um fato que influenciou a formação cultural do município, foi a Revolta do Juazeiro, que consistia num confronto armado entre as oligarquias cearenses e o governo federal, provocado pela interferência do poder central na política estadual, ou seja, em 1911 o prefeito de Juazeiro do Norte, o Padre Cícero, resolveu não aceitar algumas ordens do governo federal; em resposta o governo enviou tropas, instaurando um verdadeiro conflito em todo interior cearense, então várias pessoas, com medo do que poderia acontecer, se refugiaram em outras cidades. Assim quatro músicos da cidade de Missão Velha vieram parar em Uiraúna e em busca de emprego procuraram Padre Costa, que juntos tiveram a ideia de ensinar música aos uiraunenses. Desse modo nascia em 1914 a Banda Costa Correia, que hoje se chama Banda de Música Jesus, Maria e José e dá ao município o título de terra dos músicos.
Os tempos de ouro do município ocorreu durante o cultivo do algodão: foram os criadores de gado do século XIX que deram a grande contribuição para o seus desenvolvimento nessas terras. O "ouro branco", como era chamado antigamente, se adequou perfeitamente ao solo uiraunense e paraibano, e como houve alta produção várias usinas algodoeiras vieram a Uiraúna, como a SANBRA e a ALGASA. A cidade vivia do algodão e seu desenvolvimento veio através dele, trazendo até bancos como o PARAIBAN, a Caixa Econômica Federal e o Bradesco, mas um inseto originário da América Central, o bicudo, infestou todo o Brasil trazendo altíssimos prejuízos para a cidade; como principal exemplo, o fim de todas essas empresas citadas acima e a perda de toda produção, levando Uiraúna e todo o Brasil a uma grave crise.
Em 1994, perde parte do seu território: os distritos de Poço Dantas e Santarém (atual Joca Claudino) se emancipam, ganhando a condição de municípios.

## Emancipação política e primeiras eleições

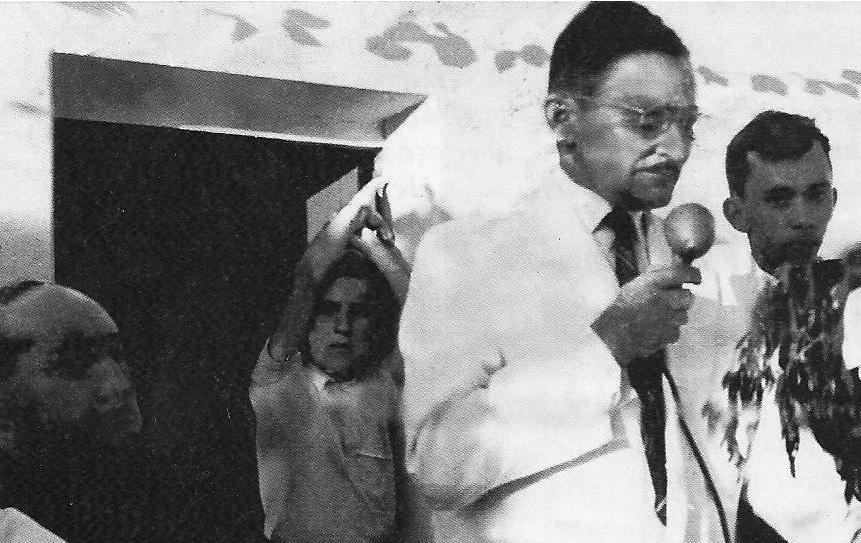
Dr. Osvaldo oficializando a emancipação

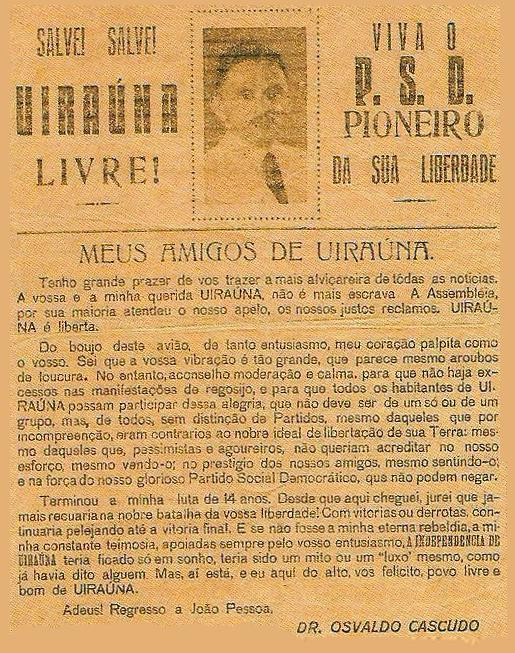
Panfleto em que Dr. Osvaldo anuncia a emancipação do município

De acordo com as divisões territoriais de 31 de dezembro de 1936 e 31 de dezembro de 1937 e com o Decreto-Lei Estadual nº 1010, de 30 de março de 1938, o território passou a figurar como distrito de São João do Rio do Peixe (município na época denominado Antenor Navarro), com o nome Belém.
Em 15 de novembro de 1938, o distrito Belém passava-se a chamar Canaã, conforme Decreto-Lei Estadual nº 1164.
Em 31 de dezembro de 1943, o Decreto-Lei estadual nº 520 alterou o nome do distrito de Canaã para Uiraúna.
A luta pela autonomia política começou por volta de 1940. Em 1950, para governador, vice-governador e senador, foram vitoriosos José Américo de Almeida (logo renunciaria para ser ministro de Vargas), João Fernandes e Rui Carneiro, candidatos da Coligação Democrática Paraibana (que incluía o PSD e o PL), apoiados por Osvaldo Cascudo. O novo quadro político paraibano fortaleceu o anseio autonomista uiraunense.
O principal defensor da autonomia foi o médico Osvaldo Bezerra Cascudo, que por mais de 10 anos trabalhou na causa, com a contribuição do então deputado estadual Fernando Carrilho Milanez e do Monsenhor Manuel Vieira.
Após aprovação legislativa em 27 de novembro, a emancipação foi concretizada em 2 de dezembro de 1953, pela Lei Estadual de número 972. Na data, Cascudo, dentro de um teco-teco, ao qual vinha de João Pessoa, lançou panfletos anunciando a separação. Assinada pelo então governador da Paraíba, João Fernandes de Lima, a lei previa a instalação oficial do município a 27 de dezembro do mesmo ano, quando foi empossado o primeiro prefeito, o sobralense, mas que vivia em Mossoró, Adolfo Rodrigues de Lima, que exerceu mandato até 29 de novembro de 1955. Nomeado pelo governador, Adolfo era comerciante e marido de Ozelita Cascudo Rodrigues, irmã de Osvaldo. O primeiro juiz da nova comarca foi Gentil da Cunha França. Quando da emancipação, Poço Dantas, então distrito de Antenor Navarro, passou a ser distrito de Uiraúna, o que fez o novo município ter limite com Icó, Ceará.
Em 1954, Uiraúna vota pela primeira vez enquanto município, para os cargos de senador, suplente de senador, deputado federal e deputado estadual, havendo forte votação local, pelo apoio de Cascudo, para os candidatos do PSD ou do coligado PL, como o eleito deputado federal Janduí Carneiro (PSD), e mesmo os não eleitos, como Fernando Milanez (PSD; para deputado estadual), Virgínio Veloso Borges (PL; para senador) e Assis Chateaubriand (PSD; para senador). O eleitorado era de 3.574, tendo havido uma abstenção de 41,63% (1.488) para deputado estadual  e 41,66% (1.489) para deputado federal, enquanto para senador registrou-se 600 votos a mais que o eleitorado total ("abstenção negativa" de 16,79%), ou seja, 4.174 votos, o que se deve ao frágil regime de fiscalização eleitoral da época.

Em 3 de outubro de 1955, na primeira eleição para o executivo municipal uiraunense, foram elegidos os pessedistas Ananias Alves de Figueiredo (para prefeito) e Joaquim Moreira Sobrinho (para vice), únicos candidatos oficialmente registrados naquele pleito, que receberam, respectivamente, 1.138 e 1.101 votos, sendo que a abstenção foi de 65,57% (2.167) para o cargo de prefeito e 69,71% (2.304) para o de vice. Exerceram mandato de 30 de novembro de 1955 a 29 de novembro de 1959. Para vereador também só existiam políticos do PSD, que formaram a composição de 7 cadeiras. No mesmo dia votou-se para presidente, vice-presidente, governador e vice-governador. No caso do cargos estaduais, havia uma coligação formada por UDN, PSD, PL e PSB, tendo Uiraúna, como todos os demais municípios do Estado, votado maciçamente em Flávio Coutinho (UDN) e Pedro Gondin (PSD), este como candidato único para vice. Juscelino Kubitschek (PSD) e João Goulart (PTB) tiveram maioria em Uiraúna.

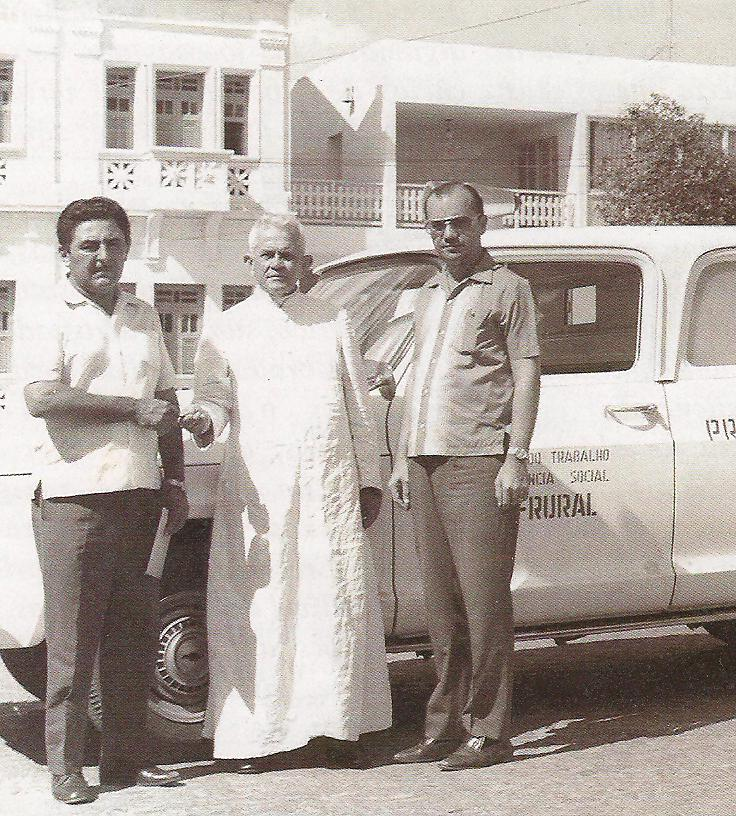
Mons. Manuel Vieira, deputado federal, entrega ambulância ao prefeito de Uiraúna Antônio Aquino.

Em 1958, para senador, o eleito Rui Carneiro (PSD) venceu em Uiraúna: 1.248 a 841 de José Américo de Almeida (PL) (407 de maioria).
Em 2 de agosto de 1959, Osvaldo Cascudo foi eleito prefeito de Uiraúna, o primeiro sem ser candidato único, com 1.383 votos contra 1.070 do candidato da UDN João Batista de Oliveira (56,38% contra 43,62%, votos válidos; 313 de maioria; 47,07% do eleitorado), exercendo mandato de 30 de novembro de 1959 a 29 de novembro de 1963, pelo PSD, tendo como principais obras o calçamento de ruas, a reforma da Praça Padre França e a construção dos grupo escolares "de Areias" e "Jovelina Gomes". A eleição para prefeito e vice-prefeito eram separadas, e o vice eleito foi o candidato da outra chapa, Francisco Enéas de Alencar (UDN), que por dois votos de diferença venceu Vicente Ferreira Neto (PSD): 1.221 (50,04%) a 1.219 (49,96%). O eleitorado era de 2.938 pessoas: 485 abstenções na eleição para prefeito (16,51%); 498 na de vice (16,95%). No legislativo, o PSD fez 4 vereadores contra 3 da UDN.
Em 1960, o governador eleito Pedro Gondim (PDC) ficou em segundo em Uiraúna para José Janduhy Carneiro (PSD): 1.449 a 1.041 (408 votos de diferença). O vice-governador eleito, André de Paiva Gadelha (UDN), também perdeu em Uiraúna, para o ex-udenista Jacob Frantz (PSD): 1.285 a 867 (418 votos de diferença). Para presidente e vice-presidente venceram no município Henrique Teixeira Lott (PSD) e João Goulart (PTB), sendo que aquele perdeu nacionalmente. Em 1962, o senador eleito João Agripino (UDN) ficou em segundo em Uiraúna (1.050 votos); em primeiro Argemiro de Figueiredo (PTB): 1.159 votos, e em terceiro Drault de Mello e Silva (PSD): 1.017 votos.
Em 11 de agosto de 1963, foi eleito para prefeito Joaquim da Costa (UDN), candidato da oposição, que recebeu 1.865 votos contra 1.526 (339 de maioria). Pelo mesmo pleito, a Câmara ficou com 4 vereadores da UDN e 3 do PSD. Cascudo e Joaquim venceram o mesmo adversário: João Batista de Oliveira (UDN em 1959 e PSD em 1963). Joel Vieira da Silva (UDN) foi eleito vice-prefeito, com 1.682 votos contra 1.271 de Ananias Alves de Figueiredo (PSD): 411 de diferença. O eleitorado era 4.138 pessoas; abstenção: 541 (13,07%) para prefeito e 672 (16,24%) para vice. Exerceram mandato de 30 de novembro de 1963 a 30 de janeiro de 1969.
Em 1965, para governador, Rui Carneiro (PSD) venceu em Uiraúna: 1.639 a 1.493 do udenista João Agripino (146 votos de diferença), mas este quem venceu no estado. O vice, Severino Bezerra Cabral (PDC), foi eleito conjuntamente com o cabeça de chapa, não mais de forma separada. Para senador, no ano seguinte, Rui Carneiro (MDB) venceu Aluizio Afonso Campos (ARENA) por 1.969 a 1.153 votos em Uiraúna (816 de diferença), vencendo também estadualmente. Votação direta para governador e senador novamente apenas em 1982.
Durante a fase do bipartidarismo, imposto pelo Ato Institucional n.º 2, de 1965, foram 3 mandatos da ARENA: em 1968, Antônio Maurílio de Aquino (vice: José de Anchieta Pinto) recebeu 2.604 votos (56,13% dos válidos); em 1972, Manuel Nogueira Neto (vice: José Gomes) obteve 3.402 votos (60,83% dos válidos); em 1976, Antônio Aquino foi novamente eleito (vice: Firmo Fernandes Duarte), com 4.662 votos (79,38% dos válidos). Na Câmara, verificou-se os seguintes placares, todos favoráveis a ARENA sobre o MDB: 4 a 3 (1969–1972); 5 a 2 (1973–1976); 6 a 1 (1977–1982).

## Geografia
De acordo com o IBGE (Instituto Brasileiro de Geografia e Estatística), no ano de 2008 sua população era estimada em 14.584 habitantes. Área territorial de 295 km².
Teve nos últimos anos um grande crescimento econômico influenciado principalmente pelo comércio, que é sua principal atividade.

### Topografia
Terrenos planos e pouco acidentados. Destacando a parte mais alta - a Serra dos Cachimbos, localizado no Sítio Espírito Santo, de acordo com os estudos do Plano Diretor Participativo em 2013, quando foi feito uma nova medição.
·        Serra dos Cachimbos ( 667 m ), no Sítio Espírito Santo;
·        Serra Negra                 ( 660 m ), no Sítio Saco do Mamoeiro;
·        Serra Zé Batista          ( 630 m ), no Sítio Serrinha;
·        Serra do Paraná         ( 610 m ), no Paraná parte da Paraíba;
·        Pico do Mastruço      ( 540 m ), no Distrito de Quixaba de Cima.

### Hidrografia
A pluviosidade em média é aproximadamente de 300 a 500 ml ao ano. O município não possui rios perenes, apenas destaca-se o Rio do Peixe - intermitente, cuja nascente é na Serra do município de Tanques (Poço Dantas), drenando a área do Povoado de Fazenda Nova (Joca Claudino) seguindo em direção a cidade de São João do Rio do Peixe. O abastecimento d'água da cidade foi feito por muito tempo através do Açude de Arrojado, atualmente pelo Açude da Capivara.

#### Crise hídrica 2018-2020
Em 18 de junho de 2018, o município foi listado dentre 176 municípios paraibanos em situação de emergência por razão de estiagem (seca), conforme Portaria nº 166/2018 do Ministério da Integração Nacional.
Em novembro de 2019, o açude Capivara encontrava-se com 0,98% da sua capacidade.

### Demografia
A população total do município, segundo os dados estimados do IBGE, era de 15.356 habitantes, em 2021, sendo o 56° município mais populoso do estado, apresentando uma densidade populacional de 49,52 habitantes por km² (este último dado, de 2010).
O Índice de Desenvolvimento Humano Municipal (IDH-M) de Uiraúna é considerado médio, segundo o Programa das Nações Unidas para o Desenvolvimento (PNUD), sendo seu valor de 0.636, em 2010.

## Economia
O grande contingente rural tem a agropecuária de baixa tecnologia como principal meio de existência, visto que a economia primária tem parcela significativa no PIB municipal.
Nesta perspectiva, destacam-se na atividade agrícola a policultura de feijão, milho, arroz, cana-de-açúcar e mandioca e o cultivo de banana e coco nas regiões de terra roxa. A pecuária, é praticada através da criação extensiva de bovinos, ovinos, caprinos e suínos.
Na economia secundária, atividade que transforma matéria bruta em produtos para consumo, destacam-se pequenas indústrias que se utilizam de baixa tecnologia e fabricação artesanal para a produção de materiais de limpeza, temperos, leite de soja e fogão solar. Como exceção há uma fábrica de beneficiamento de milho que se utiliza de tecnologia avançada.
A maior parte da população urbana está ligada as atividades terciárias. A circulação de mercadorias nos últimos anos tiveram um avanço a nível interno e externo atendendo as expectativas dos municípios circunvizinhos tornando-se um grande centro comercial com grande influência dos estados do Ceará e Rio Grande do Norte.

### PIB
| Ano                   | 1999      | 2000      | 2001      | 2002      | 2003      | 2004      | 2005      | 2006      | 2007      | 2008      |
| --------------------- | --------- | --------- | --------- | --------- | --------- | --------- | --------- | --------- | --------- | --------- |
| Valor (R$ - em 1.000) | 23.086,00 | 22.288,00 | 22.980,00 | 28.937,00 | 30.730,00 | 34.012,00 | 36.959,00 | 43.070,00 | 49.646,00 | 57.915,00 |

### PIBper capita
| Ano        | 2010     | 2011     | 2012     | 2013     | 2014     | 2015     | 2016      | 2017      | 2018      | 2019      | 2020      |
| ---------- | -------- | -------- | -------- | -------- | -------- | -------- | --------- | --------- | --------- | --------- | --------- |
| Valor (R$) | 5.711,64 | 6.211,32 | 7.159,51 | 7.584,12 | 8.856,28 | 9.310,81 | 10.232,24 | 10.591,84 | 10.769,65 | 11.403,85 | 11.625,63 |

### Pecuária
| Rebanho          | Quantidade (cabeças) |
| ---------------- | -------------------- |
| Bovinos          | 10.400               |
| Vaca ordenhada   | 2.200                |
| Mel de abelha    | 2.300 kg             |
| Suínos           | 2.300                |
| Equinos          | 1.630                |
| Ovinos           | 3.710                |
| Galinhas         | 3.450                |
| Galináceos       | 39.239               |
| Caprinos         | 1.630                |
| Vacas ordenhadas | 1.100                |

### Agricultura
| Lavoura                      | Quantidade produzida (ton.) | Valor da produção (R$ mil) | Área plantada (ha.) | Área colhida (ha.) | Rendimento médio (kg/ha.) |
| ---------------------------- | --------------------------- | -------------------------- | ------------------- | ------------------ | ------------------------- |
| Algodão herbáceo (em caroço) | 21                          | 20                         | 15                  | 15                 | 1.400                     |
| Arroz (em casca)             | 72                          | 29                         | 40                  | 40                 | 1.800                     |
| Banana                       | 500                         | 155                        | 20                  | 20                 | 25.000                    |
| Cana-de-Açúcar               | 1.050                       | 37                         | 42                  | 42                 | 25.000                    |
| Castanha de Caju             | 7                           | 7                          | 10                  | 10                 | 700                       |
| Coco-da-baía                 | 60                          | 9                          | 3                   | 3                  | 20.000                    |
| Feijão (em grão)             | 210                         | 231                        | 350                 | 350                | 600                       |
| Mandioca                     | 240                         | 43                         | 30                  | 30                 | 8.000                     |
| Manga                        | 25                          | 5                          | 3                   | 3                  | 7.000                     |
| Milho (em grão)              | 420                         | 126                        | 420                 | 420                | 1.000                     |

## Educação
De acordo com o Censo escolar do INEP em 2006, no município de Uiraúna estavam matriculados 6.659 estudantes distribuídos pelas redes municipal, estadual e privadas de ensino, nos níveis de ensino infantil, fundamental e médio, com as seguintes percentagens:
- Creches 3,75%
- Pré-escola 7,75%
- Ensino Fundamental 47%
- Ensino Médio 9%
- Educação de Jovens e Adultos (EJA) 30,5%
- Educação especial 2%

## Bandas de Música
Conhecida como a terra dos músicos, Uiraúna possui quatro bandas, sendo duas filarmónicas e duas marciais.
- Banda de Música Jesus, Maria e José
- Banda Ariosvaldo Fernandes
- Banda Marcial Constantino Fernandes Queiroga
- Banda Marcial José Alencar

## Organização territorial

### Distritos
- Vazante
- Quixaba
- Areias
- Aparecida

### Bairros
| - Algasa - Alto da Bela Vista - Belém Novo - Casinhas - Centro - Cristo Rei - Frei Damião - Garrafão | - Mutirão da AABB - Nossa Senhora de Lourdes - Proa - Retiro I - Retiro II - Retiro III - São José - Tamandaré |  |

### Zona rural

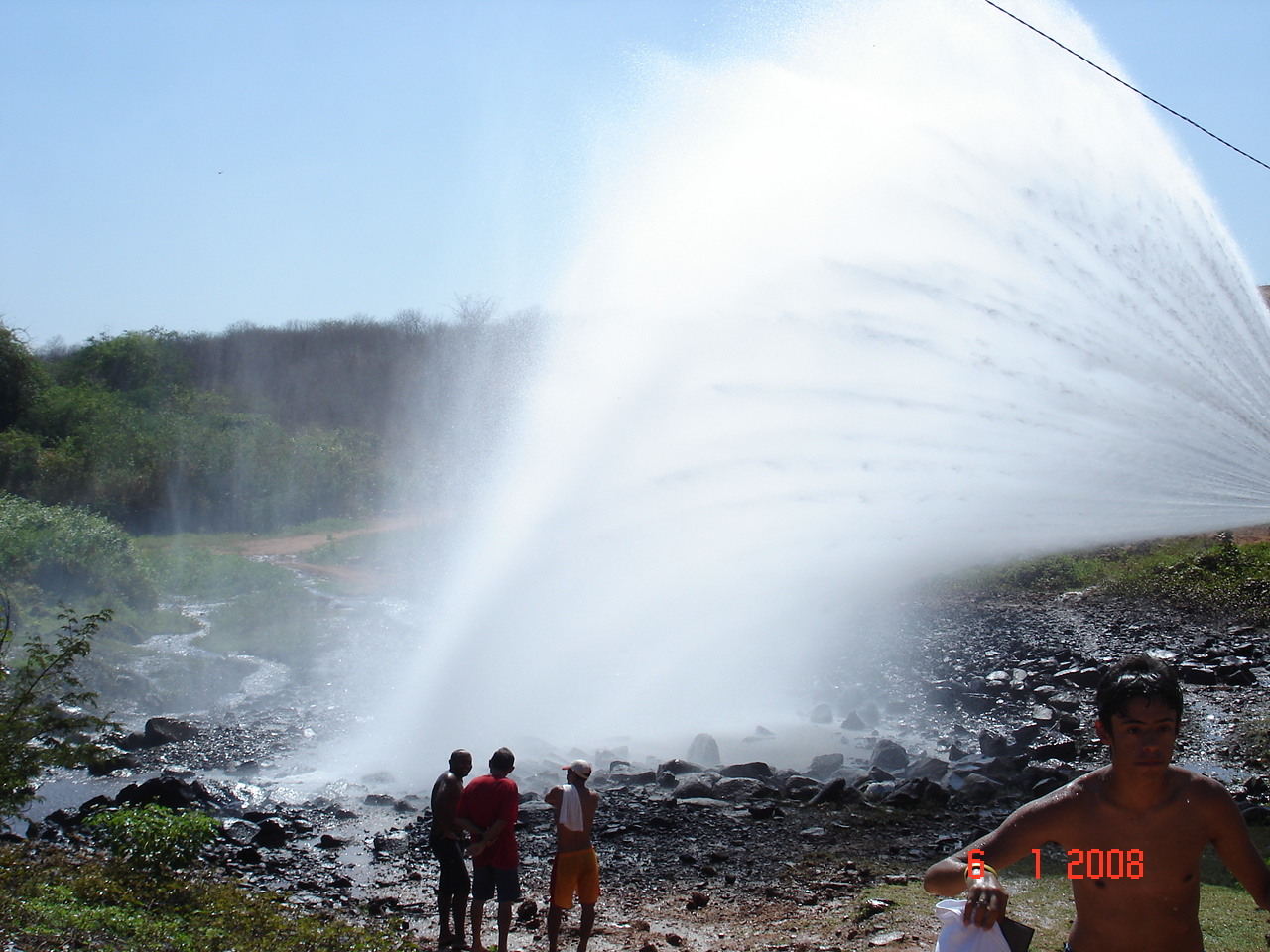
Ponto turístico na Zona Rural de Uiraúna - A Barragem de Capivara

| - Agreste - Arapuá - Arrojado - Baleia - Berlim - Boa Nova - Bronzeado - Bujary - Cafundó de Areias - Caiçara - Caminho do Cacimbão - Canadá - Capivara - Caripina - Carrasco - Cruz | - Curupaity - Dom Silvano - Espírito Santo - Estrema - Exu - Figueiredo - Graciosa - Guerrilha - Impueira - João Ferreira - José Felipe - Lages - Leite - Macacos - Madeiro - Mamoeiro | - Maniçoba - Maracujá - Massarico - Mato Grosso - Moça Branca - Moradas - Moreira - Novos - Olho d'Água Seco - Pereiros - Piao - Placas - Pocinhos - Riacho do Exu - Riacho Morto - Rio do Peixe | - Saco da Barra - Saco do Mamoeiro - Saco dos Martins - Santa Umbelina - Santo André - Saturnino - Serrinha - Siriema - Tamandaré - Tigre - Turim - Varrelo - Vazante |